# Wielersport op de Olympische Zomerspelen 2020 – Mountainbike mannen
De mountainbikewedstrijd voor mannen  op de Olympische Zomerspelen 2020 vond plaats op maandag 26 juli 2021 op de Izu Mountainbike Course in Izu.  

## Resultaten
| rang   | naam                      | land             | tijd     |
| ------ | ------------------------- | ---------------- | -------- |
| Goud   | Tom Pidcock               | Groot-Brittannië | 1:25:14  |
| Zilver | Mathias Flückiger         | Zwitserland      | + 20"    |
| Brons  | David Valero              | Spanje           | + 34"    |
| 4      | Nino Schurter             | Zwitserland      | + 42"    |
| 5      | Victor Koretzky           | Frankrijk        | + 46"    |
| 6      | Anton Cooper              | Nieuw-Zeeland    | z.t.     |
| 7      | Vlad Dascălu              | Roemenië         | + 49"    |
| 8      | Alan Hatherly             | Zuid-Afrika      | + 1'19"  |
| 9      | Jordan Sarrou             | Frankrijk        | + 1'36"  |
| 10     | Milan Vader               | Nederland        | + 2'07"  |
| 11     | Anton Sintsov             | Russische ploeg  | + 2'27"  |
| 12     | Filippo Colombo           | Zwitserland      | + 2'50"  |
| 13     | Henrique Avancini         | Brazilië         | + 2'55"  |
| 14     | Christopher Blevins       | Verenigde Staten | + 2'59"  |
| 15     | Jofre Cullell             | Spanje           | + 3'02"  |
| 16     | Martín Vidaurre           | Chili            | + 3'19"  |
| 17     | Max Foidl                 | Oostenrijk       | + 3'31"  |
| 18     | Jens Schuermans           | België           | + 3'53"  |
| 19     | Bartłomiej Wawak          | Polen            | + 3'56"  |
| 20     | Gerhard Kerschbaumer      | Italië           | + 4'34"  |
| 21     | Maximilian Brandl         | Duitsland        | + 4'35"  |
| 22     | Sebastian Fini Carstensen | Denemarken       | + 5'14"  |
| 23     | Gerardo Ulloa             | Mexico           | + 5'43"  |
| 24     | Erik Hægstad              | Noorwegen        | + 6'00"  |
| 25     | Luca Braidot              | Italië           | + 6'16"  |
| 26     | Peter Disera              | Canada           | + 6'31"  |
| 27     | Luiz Cocuzzi              | Brazilië         | + 7'07"  |
| 28     | Manuel Fumic              | Duitsland        | + 7'14"  |
| 29     | Kohei Yamamoto            | Japan            | + 7'21"  |
| 30     | Daniel McConnell          | Australië        | + 7'58"  |
| 31     | Alex Miller               | Namibië          | + 9'12"  |
| 32     | András Parti              | Hongarije        | + 10'19" |
| 33     | Shlomi Haimy              | Israël           | + 11'44" |
| 34     | Nadir Colledani           | Italië           | LAP 1    |
| 35     | Periklis Ilias            | Griekenland      | LAP 3    |
|        | Peng Zhang                | China            | LAP 3    |
| 37     | Ondřej Cink               | Tsjechië         | DNF 6    |
| 38     | Mathieu van der Poel      | Nederland        | DNF 5    |

1996: Bart Brentjens ·
2000: Miguel Martinez ·
2004: Julien Absalon ·
2008: Julien Absalon ·
2012: Jaroslav Kulhavý ·
2016: Nino Schurter ·
2020: Tom Pidcock ·
2024: Tom Pidcock